# André II de Naples
André II de Naples (mort en mars 840) est  duc de Naples de 834 à 840. Pendant son règne de quatre ans et cinq mois il est constamment en conflit avec les principautés lombardes et il permet en 839 au   duché de Gaète, son vassal, d’accéder à l'indépendance sous l'autorité de son propre dirigeant un Hypatos.

## Biographie
En septembre 834, André s'insurge contre son gendre le  duc Léon de Naples et le déchoit du pouvoir en usurpant le trône. Au même moment il cesse de payer le tribut dû au prince Sicard de Bénévent. En réponse,  Sicard assiège Naples du mai à juillet 
835, avant de conclure un accord de paix avec André II. En 836 Sicard assiège de nouveau Naples, malgré le compromis conclu l’année précédente; 
André II demeure pour la  postérité, le premier des dynastes locaux d'Italie du sud à avoir fait appel à des mercenaires musulmans pour combattre ses coreligionnaires chrétiens. En réaction ses ennemis ont rapidement recours eux aussi à des guerriers sarrasins ce qui permet à la soldatesque islamique de jouer un rôle actifs dans l'Italie méridionale. Le 4 juillet il signe le Pactum Sicardi, avec Sicard le duché d'Amalfi et le duché de  Sorrente.
Cinq années de trêves permettent aux activités mercantiles de la cité côtière grecque de Campanie de prendre le contrôle du commerce avec les Lombards du duché de Bénévent. Toutefois la guerre reprend entre André II et Sicard en 837 et André II fait appel une nouvelle fois aux mercenaires sarrasins. Entre juillet et août 839, Sicard meurt et André II, craignant toujours ses  belliqueux voisins Lombards, réclame l'aide du Franc Lothaire Ier, roi d'Italie, qui envoie à son aide à Naples l'un de ses proches nommé  Contard. Afin de se l'attacher, André II lui propose comme épouse sa fille Euphraxia, veuve du duc  Léon. André, diffère toutefois tellement la conclusion de l'union qu'en mars 840, Contard se révolte contre lui et le tue pour usurper le trône de Naples comme André II lui-même l'avait fait vis-à-vis de Léon. A peine 15 jours plus tard les napolitains expulsent Contard du duché.